# Görgeshausen
Görgeshausen är en kommun och ort i Westerwaldkreis i förbundslandet Rheinland-Pfalz i Tyskland.
Kommunen ingår i kommunalförbundet Verbandsgemeinde Montabaur tillsammans med ytterligare 24 kommuner.